# Liste de films tournés dans le département de l'Ain
Un certain nombre d'œuvres cinématographiques et télévisuelles ont été tournés dans le département de l'Ain.
Voici une liste à compléter de films, téléfilms, feuilletons télévisés, films documentaires… tournés dans le département de l'Ain classés par commune, lieu de tournage et date de diffusion.
- Haut – A
- B
- C
- D
- E
- F
- G
- H
- I
- J
- K
- L
- M
- N
- O
- P
- Q
- R
- S
- T
- U
- V
- W
- X
- Y
- Z

## A
- Haut – A
- B
- C
- D
- E
- F
- G
- H
- I
- J
- K
- L
- M
- N
- O
- P
- Q
- R
- S
- T
- U
- V
- W
- X
- Y
- Z

- Ambérieu-en-Bugey
  - 2001 : L'Emploi du temps de Laurent Cantet
  - 2004 : Cause toujours ! de Jeanne Labrune
  - 2010 : Blanc comme neige de Christophe Blanc

- Ars-sur-Formans
  - 1959 : Ars (court métrage) de Jacques Demy

## B
- Haut – A
- B
- C
- D
- E
- F
- G
- H
- I
- J
- K
- L
- M
- N
- O
- P
- Q
- R
- S
- T
- U
- V
- W
- X
- Y
- Z

- Balan
  - 2010 : Les Lyonnais d'Olivier Marchal (Camp de La Valbonne)

- Beauregard
  - 2007 : La Tête de maman de Carine Tardieu

- Béligneux
  - 2010 : Les Lyonnais d'Olivier Marchal (Camp de La Valbonne)

- Belley
  - 1995 : Maigret a peur (téléfilm) de Claude Goretta
  - 2002 : Sur le bout des doigts d'Yves Angelo

- Belmont-Luthézieu
  - 1993 : Louis, enfant roi de Roger Planchon

- Bouligneux
  - 2008 : Où avais-je la tête ? de Nathalie Donnini

- Bourg-en-Bresse
  - Voir aussi : Catégorie:Film tourné à Bourg-en-Bresse
  - 2000 : Micheline de Luc Leclerc du Sablon
  - 2001 : L'Emploi du temps de Laurent Cantet
  - 2006 : Dans les cordes de Magaly Richard-Serrano[Note 1]
  - 2011 : Confession d'un enfant du siècle de Sylvie Verheyde (sur le site de la Madeleine).
  - 2012 : Vandal d'Hélier Cisterne (sur le site de la Madeleine).

## C
- Haut – A
- B
- C
- D
- E
- F
- G
- H
- I
- J
- K
- L
- M
- N
- O
- P
- Q
- R
- S
- T
- U
- V
- W
- X
- Y
- Z

- Cerdon
  - 1999 : Les Enfants du marais de Jean Becker

- Ceyzériat
  - 2001 : L'Emploi du temps de Laurent Cantet

- La Chapelle-du-Châtelard
  - 2006 : Le Temps des porte-plumes de Daniel Duval

- Charix
  - 2009 : Sommeil blanc de Jean-Paul Guyon
  - 2014 : Belle et Sébastien : L'aventure continue de Christian Duguay

- Chatenoy
  - 2001 : L'Emploi du temps de Laurent Cantet

- Châtillon-sur-Chalaronne
  - 1992 : L'Affût de Yannick Bellon
  - 1995 : Le bonheur est dans le pré d'Étienne Chatiliez[1]
  - 1999 : Plus qu'hier moins que demain de Laurent Achard

- Cogny
  - 1999 : Les Enfants du marais de Jean Becker

- Colomieu
  - 1999 : Les Enfants du marais de Jean Becker
  - 2007 : Dialogue avec mon jardinier de Jean Becker

- Culoz
  - 2000 : Micheline de Luc Leclerc du Sablon

## D
- Haut – A
- B
- C
- D
- E
- F
- G
- H
- I
- J
- K
- L
- M
- N
- O
- P
- Q
- R
- S
- T
- U
- V
- W
- X
- Y
- Z

- Dagneux
  - 2010 : Les Lyonnais d'Olivier Marchal

- Divonne-les-Bains
  - 2010 : Insoupçonnable de Gabriel Le Bomin

- Dombes
  - 1992 : L'Affût de Yannick Bellon
  - 2006 : Le Temps des porte-plumes de Daniel Duval
  - 2008 : Papillon noir de Christian Faure
  - 2010 : Isabelle disparue (téléfilm) de Bernard Stora

## E
- Haut – A
- B
- C
- D
- E
- F
- G
- H
- I
- J
- K
- L
- M
- N
- O
- P
- Q
- R
- S
- T
- U
- V
- W
- X
- Y
- Z

- Échallon
  - 2009 : Sommeil blanc de Jean-Paul Guyon
  - 2014 : Belle et Sébastien : L'aventure continue de Christian Duguay

## F
- Haut – A
- B
- C
- D
- E
- F
- G
- H
- I
- J
- K
- L
- M
- N
- O
- P
- Q
- R
- S
- T
- U
- V
- W
- X
- Y
- Z

- Fareins
  - 1969 : Le Diable par la queue de Philippe de Broca (au château de Fléchères)
  - 1999 : Les Enfants du marais de Jean Becker (au château Bouchet)
  - 2009 : La Marquise des ombres (téléfilm) d'Édouard Niermans (au château de Fléchères)
  - 2010 : Les Lyonnais d'Olivier Marchal (au château de Fléchères, une nuit de tournage)
  - 2012 : La Religieuse de Guillaume Nicloux (au château de Fléchères)

- Ferney-Voltaire

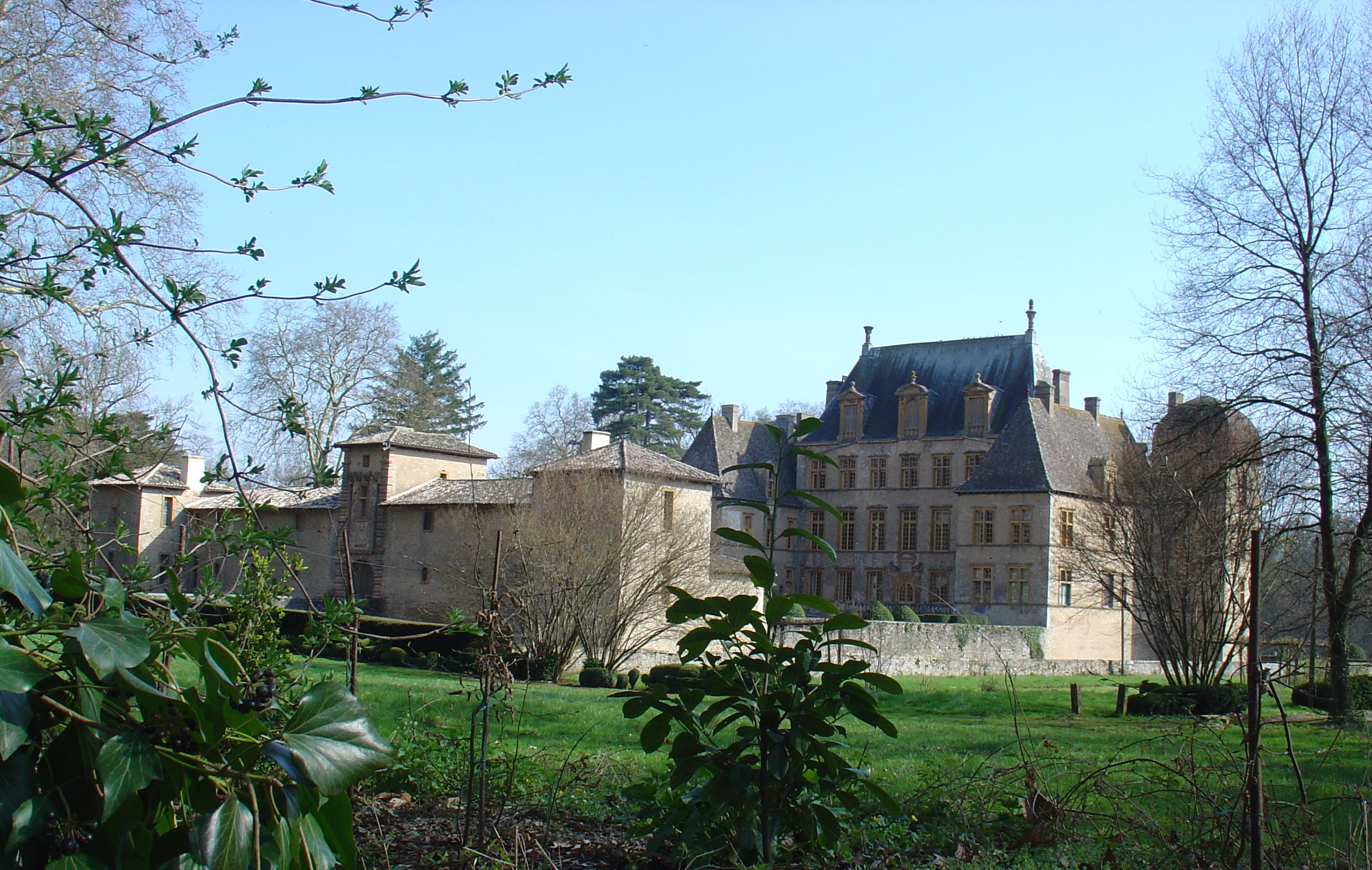
Le château de Fléchères à Fareins

  - 2007 : Voltaire et l'affaire Calas (téléfilm) de Francis Reusser[Note 2]

- Flaxieu
  - 2007 : La Tête de maman de Carine Tardieu

## G
- Haut – A
- B
- C
- D
- E
- F
- G
- H
- I
- J
- K
- L
- M
- N
- O
- P
- Q
- R
- S
- T
- U
- V
- W
- X
- Y
- Z

- Gex
  - 1966 : Le Voyage du père de Denys de La Patellière[2]

- Col du Grand Colombier
  - 2013 : La Grande Boucle de Laurent Tuel

- Grièges
  - 1999 : Plus qu'hier moins que demain de Laurent Achard

## I
- Haut – A
- B
- C
- D
- E
- F
- G
- H
- I
- J
- K
- L
- M
- N
- O
- P
- Q
- R
- S
- T
- U
- V
- W
- X
- Y
- Z

- Izieu
  - 2012 : Elle s'en va d'Emmanuelle Bercot (tournage à Izieu le 11 juin 2012)

## L
- Haut – A
- B
- C
- D
- E
- F
- G
- H
- I
- J
- K
- L
- M
- N
- O
- P
- Q
- R
- S
- T
- U
- V
- W
- X
- Y
- Z

- Lagnieu
  - 2002 : Lundi matin d'Otar Iosseliani

- Lavours
  - 2007 : La Tête de maman de Carine Tardieu

- La Boisse
  - 2011 : Les Lyonnais d'Olivier Marchal (au lycée de la Côtière : scène de l'hôpital)

- Le Poizat
  - 2007 : Le Renard et l'Enfant de Luc Jacquet[3]

## M
- Haut – A
- B
- C
- D
- E
- F
- G
- H
- I
- J
- K
- L
- M
- N
- O
- P
- Q
- R
- S
- T
- U
- V
- W
- X
- Y
- Z

- Mionnay
  - 2007 : La Fille coupée en deux de Claude Chabrol
  - 2008 : Passe-passe de Tonie Marshall

- Miribel
  - 2015 : Disparue feuilleton policier de Charlotte Brandström

- Communauté de communes du canton de Montluel
  - 2010 : Les Lyonnais d'Olivier Marchal

- Montmerle-sur-Saône
  - 1999 : Les Enfants du marais de Jean Becker
  - 2008 : Villa Marguerite de Denis Malleval

- Montrevel-en-Bresse
  - 1992 : L'Affût de Yannick Bellon

- Murs-et-Gélignieux
  - 2015 : Les Cowboys de Thomas Bidegain

## N
- Haut – A
- B
- C
- D
- E
- F
- G
- H
- I
- J
- K
- L
- M
- N
- O
- P
- Q
- R
- S
- T
- U
- V
- W
- X
- Y
- Z

- Nantua
  - 2010 : Quartier lointain de Sam Garbarski

- Neuville-sur-Ain
  - 1999 : Plus qu'hier moins que demain de Laurent Achard[Note 3].
  - 2007 : Le Renard et l'Enfant de Luc Jacquet[Note 3].

## O
- Haut – A
- B
- C
- D
- E
- F
- G
- H
- I
- J
- K
- L
- M
- N
- O
- P
- Q
- R
- S
- T
- U
- V
- W
- X
- Y
- Z

- Oyonnax
  - 1964 : 325 000 francs de Jean Prat[4], d'après le roman 325 000 francs de Roger Vailland
  - 2009 : Sommeil blanc de Jean-Paul Guyon
  - 2014 : Belle et Sébastien : L'aventure continue de Christian Duguay

## P
- Haut – A
- B
- C
- D
- E
- F
- G
- H
- I
- J
- K
- L
- M
- N
- O
- P
- Q
- R
- S
- T
- U
- V
- W
- X
- Y
- Z

- Parcieux
  - 2002 : Les Diables de Christophe Ruggia

- Pérouges
  - 1921 : Les Trois Mousquetaires d'Henri Diamant-Berger
  - 1924 : Mandrin de Henri Fescourt
  - 1932 : Les Trois Mousquetaires d'Henri Diamant-Berger
  - 1947 : Monsieur Vincent de Maurice Cloche
  - 1961 : Les Trois Mousquetaires : Les Ferrets de la reine de Bernard Borderie
  - 1961 : Les Trois Mousquetaires : La Vengeance de Milady de Bernard Borderie
  - 1964 : Angélique, marquise des anges de Bernard Borderie
  - 1964 : La Tulipe noire de  Christian-Jaque
  - 1970 : Ces beaux messieurs de Bois-Doré téléfilm de Bernard Borderie

- Peyrieu
  - 2009 : Le Dernier pour la route de Philippe Godeau

- Le Plantay
  - 2007 : Le Fils de l'épicier d'Éric Guirado

- Plateau de Retord
  - 1997 : Lucie Aubrac de Claude Berri
  - 2007 : Le Renard et l'Enfant de Luc Jacquet
  - 2004 au cinéma!2004 : À trois c'est mieux de Laurence Katrian
- Le Poizat
  - 2007 : Le Renard et l'Enfant de Luc Jacquet

- Pont-de-Veyle
  - 1999 : Plus qu'hier moins que demain de Laurent Achard

## R
- Haut – A
- B
- C
- D
- E
- F
- G
- H
- I
- J
- K
- L
- M
- N
- O
- P
- Q
- R
- S
- T
- U
- V
- W
- X
- Y
- Z

- Revonnas
  - 2001 : L'Emploi du temps de Laurent Cantet

- Rignieux-le-Franc
  - 2004 : Cause toujours ! de Jeanne Labrune

## S
- Haut – A
- B
- C
- D
- E
- F
- G
- H
- I
- J
- K
- L
- M
- N
- O
- P
- Q
- R
- S
- T
- U
- V
- W
- X
- Y
- Z

- Saint-Cyr-sur-Menthon
  - 1974 : La Main enchantée de Michel Subiela

- Saint-Éloi
  - 2004 : Cause toujours ! de Jeanne Labrune

- Saint-Germain-de-Joux
  - 2007 : Le Renard et l'Enfant de Luc Jacquet[3]

- Saint-Maurice-de-Beynost
  - 2010 : Complices de Frédéric Mermoud

- Saint-Martin-du-Mont
  - 2011 : Confession d'un enfant du siècle de Sylvie Verheyde (au château de Pommier)[5]

- Sainte-Olive
  - 2004 : Cause toujours ! de Jeanne Labrune

- Saint-Paul-de-Varax
  - 1992 : L'Affût de Yannick Bellon

- Saint-Rambert-en-Bugey
  - 1995 : Maigret a peur (téléfilm) de Claude Goretta

- Sandrans
  - 1992 : L'Affût de Yannick Bellon

- Seillonnaz
  - 2008 : Le crime est notre affaire de Pascal Thomas[Note 4].

- Seyssel
  - 1995 : Maigret a peur (téléfilm) de Claude Goretta

## T
- Haut – A
- B
- C
- D
- E
- F
- G
- H
- I
- J
- K
- L
- M
- N
- O
- P
- Q
- R
- S
- T
- U
- V
- W
- X
- Y
- Z

- Thoissey :
  - 2007 : Après lui de Gaël Morel

- - 1989 : Il gèle en enfer de Jean-Pierre Mocky

- Trévoux :
  - 1970 : Le Gendarme en balade de Jean Girault
  - 1992 : Au pays des Juliets de Mehdi Charef
  - 1996 : Les Aveux de l'innocent de Jean-Pierre Améris
  - 1999 : Les Enfants du marais de Jean Becker
  - 2001 : Origine contrôlée de Zakia Bouchaala et Ahmed Bouchaala
  - 2001 : Mon père, il m'a sauvé la vie de José Giovanni
  - 2002 : Les Diables de Christophe Ruggia
  - 2008 : Passe-passe de Tonie Marshall
  - 2008 : Une enfance volée : l'affaire Finaly (téléfilm) de Fabrice Genestal

## V
- Haut – A
- B
- C
- D
- E
- F
- G
- H
- I
- J
- K
- L
- M
- N
- O
- P
- Q
- R
- S
- T
- U
- V
- W
- X
- Y
- Z

- Valserhône
  - 2010 : Insoupçonnable de Gabriel Le Bomin

- Villars-les-Dombes
  - 1992 : L'Affût de Yannick Bellon

- Villette-sur-Ain
  - 2007 : Le Fils de l'épicier de Eric Guirado

- Villieu-Loyes-Mollon

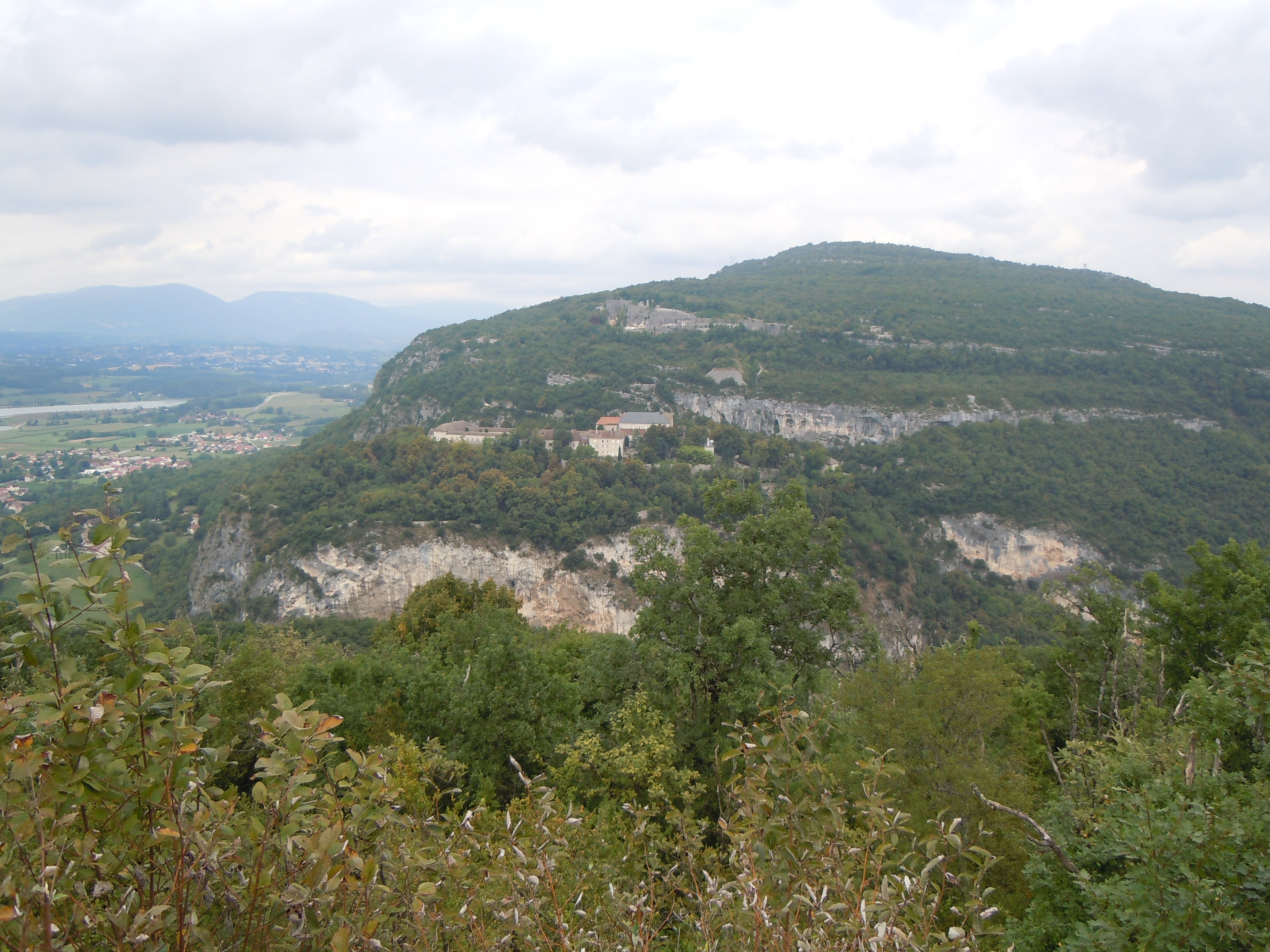
La chartreuse de Pierre-Châtel ou fut tourné La Religieuse

  - 2007 : La Tête de maman de Carine Tardieu

- Virieu-le-Grand
  - 2015 : Les Cowboys de Thomas Bidegain

- Virignin
  - 2012 : La Religieuse de Guillaume Nicloux (à la chartreuse de Pierre-Châtel)

- Vonnas
  - 1992 : L'Affût de Yannick Bellon